# Vicente Noguera y Sotolongo
Vicente Noguera y Sotolongo (La Habana, 1811-Valencia, 1889) fue un político, terrateniente, empresario y profesor español. Ostentó el título nobiliario de cuarto marqués de Cáceres.

## Biografía
Nacido el 30 de junio de 1811 en La Habana, heredó el marquesado de Cáceres de su tío. Estudió Derecho en Valencia y fue profesor de la universidad de dicha ciudad en 1832. Durante ocho años viajó por Europa y América. De 1845 a 1849 formó parte del Ayuntamiento y de la Diputación Provincial de Valencia, de la que llegó a ser presidente. Diputado a Cortes, al poco tiempo apoyó a los ministerios de Bravo Murillo, Bertrán de Lis y Miraflores. Senador en 1851, después del bienio progresista se distinguió entre los moderados. Fue senador vitalicio de 1865 a 1868 y electivo de 1871 a 1873, y en 1876. Partidario del matrimonio de Isabel II con el conde de Montemolín, en 1867 fue secretario del Senado. Vicepresidente y fundador del Círculo alfonsino de Valencia en 1869, fue presidente, fundador o miembros de varias corporaciones artísticas, literarias y benéficas de Valencia, además de rector de la Universidad de Valencia. Fue gentilhombre de cámara con ejercicio y gran cruz de Carlos III y de Isabel la Católica. Falleció el 18 de octubre de 1889 en Valencia. Tuvo propiedades agrarias y se involucró en los negocios de la seda y el ferrocarril.